# Tarō
Tarō (jap. たろう, タロウ) – męskie imię japońskie. Jest ono także używane jako część końcowa innych japońskich imion (np. Keitarō, Kotarō, Ryōtarō, Ryūtarō, Shintarō, Shōtarō, Yūtarō).

## Możliwa pisownia
Tarō można zapisać używając wielu różnych znaków kanji i może znaczyć m.in.:
- 太郎, „duży syn”[1]
- 太朗, „duży, jasny”

## Znane osoby
- Tarō Akebono (太郎), były sumita amerykańskiego pochodzenia
- Tarō Asō (太郎), 92. premier Japonii
- Tarō Gomi (太郎), japoński ilustrator i pisarz książek dla dzieci
- Tarō Hakase (太郎), japoński skrzypek
- Tarō Hasegawa (太郎), japoński piłkarz
- Tarō Hirai (太郎) znany lepiej pod pseudonimem Ranpo Edogawa, japoński pisarz i krytyk
- Tarō Ishida (太郎), japoński seiyū
- Tarō Katō (太朗), gitarzysta japońskiego zespołu Beat Crusaders
- Tarō Katsura (太郎), japoński generał i polityk z okresu Meiji
- Tarō Kondō (太郎), japoński panczenista
- Tarō Kudō (太郎), japoński projektant gier wideo i kompozytor muzyki
- Tarō Shōji (太郎), były japoński piosenkarz
- Tarō Yamamoto (太郎), japoński aktor

## Fikcyjne postacie
- Tarō Misaki (太郎), bohater mangi i serii anime Kapitan Jastrząb
- Tarō Soramame (タロウ), bohater mangi Dr. Slump
- Tarō Urashima (太郎), bohater japońskiej legendy
- Tarō Yamada (太郎), bohater mangi Chōjin Gakuen